# Зоричићи (Вишњан)
Зоричићи (итал. Zori) је насељено место у саставу општине Вишњан у Истарској жупанији, Хрватска. До територијалне реорганизације у Хрватској налазили су се у саставу старе општине Пореч.

## Становништво
Према задњем попису становништва из 2011. године у насељу Зоричићи живела су 22 становника.
Кретање броја становника по пописима 1857—2001.
| година пописа  | 1857 | 1869 | 1880 | 1890 | 1900 | 1910 | 1921 | 1931 | 1948 | 1953 | 1961 | 1971 | 1981 | 1991 | 2001 | 2011 |
| бр. становника |      |      |      |      |      |      |      |      |      |      |      |      |      |      |      |      |
| 0              | 0    | 70   | 81   | 88   | 89   | 0    | 0    | 78   | 68   | 54   | 45   | 40   | 32   | 30   | 22   |      |

Напомена: У 1857, 1869, 1921. i 1931. подаци сз сарджани у насељу Свети Иван. Од 1890. do 1910. означавано као део насеља.